# Saif Eldin Ali Idris Farah
Saif Eldin Ali Idris Farah (30 de novembro de 1979) é um futebolista sudanês que atua como defensor.

## Carreira
Saif Farah representou o elenco da Seleção Sudanesa de Futebol no Campeonato Africano das Nações de 2012.